# Saleh Hachad
 (mai 2025).
Salah Hachad (arabe : صالح حشاد, né en 1938) est un pilote de chasse marocain retraité, ancien commandant d’escadrille des Forces royales air (FRA). Considéré comme l’un des premiers aviateurs de haut niveau formés après l’indépendance du Maroc, il est surtout connu pour avoir été impliqué — volontairement ou non — dans la tentative de coup d’État du 16 août 1972 contre le roi Hassan II. Arrêté, jugé par un tribunal militaire et condamné à vingt ans de prison, il passe dix-huit ans dans la prison secrète de Tazmamart. Libéré en 1991, il raconte son expérience dans une série d’entretiens télévisés diffusés en 2009.

## Jeunesse
Salah Hachad naît en 1938 dans le village d’Oulad Ayyach, près de Béni Mellal, dans une famille amazighe de la classe moyenne.

## Formation militaire
- 1957-1959 : École militaire de Marrakech puis formation de pilote de chasse en France.
- 1960-1965 : Pilote sur MiG, appareils de facture soviétique offerts au roi Mohammed V.
- 1965-1967 : Conversion sur F-5 à la base aérienne de Vance (Oklahoma), dont il sort major de promotion[1].
- 1968-1969 : Stage d’un an à l’Air University (Maxwell AFB, Alabama) ; premier non-Américain admis dans la patrouille de démonstration de fin de cycle[1].

## Tentative de coup d’État de 1972
Le 16 août 1972, quatre F-5 décollent de Kénitra pour escorter le Boeing 727 royal revenant de France. Trois appareils ouvrent le feu sur l’avion du roi, qui parvient toutefois à atterrir d’urgence à Rabat-Salé. Hachad, alors leader de la formation, est arrêté avec d’autres officiers.

## Détention à Tazmamart
Condamné à vingt ans de détention, Hachad est transféré en 1973 dans la prison secrète de Tazmamart (province d’Er-Rich), où il survit dix-huit ans dans des conditions extrêmes.

## Libération et vie ultérieure
Gracié en septembre 1991, il demeure discret jusqu’en 2009, année où il accorde onze épisodes d’entretien à l’émission Shahid ʿala al-ʿAsr (« Témoin de notre temps ») d’Al Jazeera. Depuis 2020, il intervient ponctuellement dans des conférences sur les droits humains au Maroc.